# Réserve écologique de mangroves Cayapas-Mataje
La réserve écologique de mangroves Cayapas-Mataje (espagnol : reserva ecológica Manglares Cayapas-Mataje) est située dans les cantons de San Lorenzo et Eloy Alfaro, au nord-ouest de la province d'Esmeraldas, en Équateur. Elle couvre plus de 49 000 hectares de mangroves et comprend la partie inférieure des bassins des ríos Cayapas et Mataje, entre l'océan Pacifique à l'ouest et la frontière colombienne, au nord (matérialisée par le río Mataje).
Cette zone comprend un total de 26 communautés afro-esmeraldeñas qui vivent dans la réserve, ainsi que d'autres communautés établies en dehors de la réserve, y compris les populations de Valdéz et Ancón. La réserve écologique de Manglares Cayapas-Mataje a été déclarée site Ramsar par l'UNESCO en 2003.

## Caractéristiques
La zone couvre les forêts tropicales humides du continent, les zones inondées (appelées guandales) et les mangroves. Dans les zones de mangroves, plusieurs écosystèmes aquatiques sont liés à des inondations temporaires dues aux marées. La zone comprend également certaines zones habitées où il y a des cultures à petite échelle et des pâturages pour le bétail. Autour des villes principales et de leurs routes d'accès, la forêt tropicale a été presque entièrement remplacée par des pâturages pour le bétail et de grandes cultures de palme africaine et de banane.
Il y a aussi des lagunes d'eau douce comme la laguna de La Ciudad, où deux types d'écosystèmes sont différentiables, les zones d'inondation permanente et temporaire. Cette zone humide est un lagon peu profond (2m), caractérisé par une abondante végétation aquatique et flottante. Dans les environs, il y a des pâturages, des fruits (agrumes, bananes, babaco, cacao) et des cultures de maïs et de manioc, qui sont destinés à la consommation locale plutôt qu'à la commercialisation.

## Flore

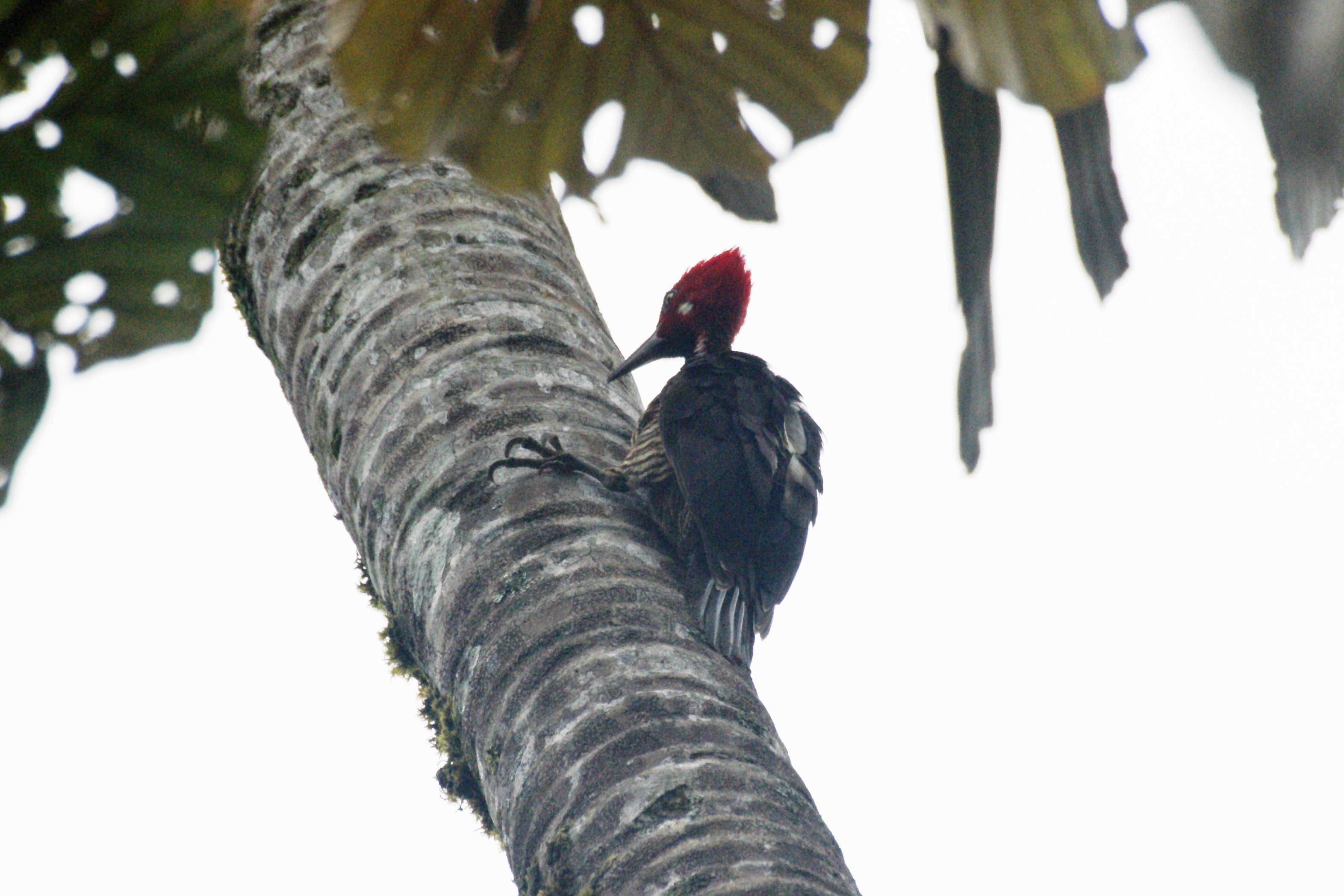
Un pic de Guayaquil.

Plus de 60 % de la région nord-ouest d'Esmeraldas possède une richesse biologique unique avec un haut degré d'endémisme (20 % de la flore, soit 1 260 espèces). Tel est le cas du tagua, du palmito et de la foliole. Les zones humides intègrent le système estuarien le plus grand et le mieux préservé du Pacifique Sud. Ils couvrent une superficie de 49 350 hectares et est composé d'eaux marines peu profondes, de détroits, d'estuaires, de zones herbeuses inondées, de zones humides boisées et de tourbières arborées.
On sait peu de choses sur la flore du lieu, mais la composition des espèces dans les forêts de mangroves et de marais est très importante, bien que son niveau de diversité soit inférieur à celui des forêts humides adjacentes vers le versant continental. Dans la laguna de La Ciudad se trouvent quelques espèces typiques de lagunes d'eau douce, telles que Nymphaea glandulifera, Azolla carolina, Ceranthophyllum llerenae et Thalia geniculata.

## Faune
Les mangroves sont des générateurs d'une production primaire importante. La composition du zooplancton fournit de la nourriture à d'innombrables espèces de mollusques, de crustacés et de poissons. Cette faune d'eau douce et marine diverse est représentée par 66 espèces. Cette zone abrite également des reptiles tels que le caïman côtier, et certains mammifères tels que l'opossum laineux, l'opossum aquatique, le chien de montagne, la loutre de rivière, le tatou à queue nue, le jaguar et le grand dauphin.
La diversité des oiseaux dans cette réserve écologique n'a pas été estimée avec précision puisque peu de choses sont connues à ce sujet. Cette zone protégée abrite toutefois d'importantes populations d'espèces menacées à l'échelle mondiale telles que la pénélope d'Orton, l'ortalide à tête rousse, le râle de Wolf, l'attila ocre et le dacnis à poitrine rouge.